# Franconiet
Het mineraal franconiet is een gehydrateerd natrium-niobium-oxide met de chemische formule Na2Nb4O11·9(H2O).

## Eigenschappen
Het doorzichtig tot doorschijnend witte franconiet heeft een glas- tot zijdeglans, een witte streepkleur en de splijting van het mineraal is deels volgens het kristalvlak [001]. Het kristalstelsel is monoklien. Franconiet heeft een gemiddelde dichtheid van 2,72, de hardheid is 4 en het mineraal is niet radioactief. De dubbelbreking van franconiet is 0,0700.

## Naamgeving
Het mineraal franconiet is genoemd naar de plaats waar het eerst gevonden is, de Francon groeve in Canada.

## Voorkomen
Franconiet is zeer zeldzaam mineraal dat gevonden is in holtes van een dawsoniet-houdende sill. De typelocatie van franconiet is de Francon groeve gelegen op het Île de Montréal in het Canadese Québec. Doordat franconiet het zeldzame element niobium bevat, is het een interessant ertsmineraal.